# Monecphora coerulea
Monecphora coerulea är en insektsart som beskrevs av Victor Lallemand 1924. Monecphora coerulea ingår i släktet Monecphora och familjen spottstritar. Inga underarter finns listade i Catalogue of Life.